# Bernard Baritaud
Pour les articles homonymes, voir Baritaud.
Bernard Baritaud est un homme de lettres et universitaire français né en 1938 à Angoulême et mort à Bruxelles le 12 mai 2021.

## Biographie
Après des études secondaires à l'École Saint-Paul d'Angoulême, à l'École Notre-Dame-des-Aydes de Blois, et au lycée de Poitiers, Bernard Baritaud fait une licence de Lettres classiques à la Faculté des Lettres de cette ville.
Encouragé par Pierre Mac Orlan, il publie alors ses premiers poèmes, signalés dans Les Lettres françaises par le critique René Lacôte. Militaire au 33e RIMA, aux Antilles (caporal, une campagne en Guyane française, en 1963), il enseigne dans le secondaire en Guadeloupe et en Belgique. Puis il exerce diverses fonctions d'enseignement ou diplomatiques au Malawi (Afrique de l'Est), en Grèce, au Sri Lanka et à Rome. Agrégé et docteur d’État, il enseigne ensuite à l'Université de Dakar et achève sa carrière à La Sorbonne. Conférencier, participant à de nombreux colloques en France et à l'étranger, il crée en 1988 le Centre de réflexion sur les auteurs méconnus (CRAM) dont il dirige la revue La Corne de Brume.
Il préside les Éditions du Bretteur, qu'il a fondées en 2003. Consultant en art contemporain, il fait une exposition de ses photographies à Dieppe, en 2010, sur le thème: J'ai vu le monde et le monde a changé.
Il préside la Société des lecteurs de Pierre Mac Orlan, dont la première assemblée générale a eu lieu en 2012 et qui publie un volume annuel, Lectures de Pierre Mac Orlan. En mars 2013, dans le cadre du Printemps des Poètes, il a donné au Musée de la Seine-et-Marne, à Saint-Cyr-sur-Morin, une conférence spectacle retraçant son itinéraire poétique : Le Grand Souffle du Monde.

## Œuvres

### Poésie
- Les Rats, La Tour de feu, 1960
- Lagunaires, Encres vives, 1990
- Le passager du demi-siècle, La Bartavelle, 2001
- Le Fabuleux, Editinter, 2005
- Dans la rue des rats, proses, Le Bretteur, 2011

### Essais et études littéraires
- Pierre Mac Orlan, essai, Gallimard, 1971
- Pierre Mac Orlan, sa vie, son temps, étude littéraire, Droz, 1992

### Vulgarisation
50 mots-clés de la culture générale classique, Marabout, 1992, repris dans Grand dictionnaire de culture générale, Marabout, 1996, puis France-Loisirs, 1997

### Romans policiers (avec Daniel Laplaze)
- Une trilogie charentaise :
  - La mort en charentaises, Éditions du 28 août –Gisserot, 2008
  - Voir Angoulême et mourir, Éditions du 28 août – Gisserot, 2010
  - Le pineau du pendu, Éditions du 28 août-Gisserot, 2012

### Souvenirs-Journal
- L’Echarpe bariolée (suite personnelle)

- Prof de fortune, journal (1963-1967), Editinter, 2004
- Carnet d’Afrique (1967-1969) suivi de Un professeur français à Athènes (1969-1972), Le Bretteur, 2009
- Journal d’un attaché culturel (Colombo 1972-1975), Le Bretteur, 2012
- Je me souviens du Général, Le Bretteur, 2018.

### Divers
- Préface du roman de Pierre-Henri Simon Celle qui est née un dimanche (1952), Le Croît vif, 2004
- Textes repris dans diverses anthologies poétiques, collaboration à plusieurs dictionnaires littéraires, collaboration à des revues (Le Taureau, Marginales, Encres vives, Bulletin critique du livre français, La Corne de brume, etc.)

Collaboration à de nombreux ouvrages collectifs, numéros spéciaux de revues, actes de colloques, etc. Préfaces ou postfaces, Livres d’artiste

## Récompenses et notoriété

### Prix littéraires
- Prix Encres vives de poésie, 1963
- Prix Mac Orlan, 1983
- Élu à l’Académie d’Angoumois, 1983[6]

### Critiques
« Le poème de Bernard Baritaud prend les allures d’un roman […] et d’un souvenir de camps de concentration. » André Beucler, France 3, émission « Bureau de Poésie. » 06.01.1961 (Les Rats).
« Bernard Baritaud allie à un sens de la période, un tempérament de lutteur maladroit et candide, une sorte de lourdeur, de démarche à la Cendrars, très embrasée, et d’un dépenaillement de bon aloi. Cette poésie, dont l'humour noir est proche de Paul Gilson, tangue beaucoup en roulant des noms de villes et un petit sifflement feutré. »
Jean-Paul Gallez, Le Taureau, no 5, sept-oct. 1962.
« Son écriture, nerveuse, tranchante, est à l'image des rythmes qui habitent ses voyages. » 
Christian Hubin, Carbone, octobre 1965.
« Rien n'est à négliger dans le climat d'inculture générale où nous souffrons. Et ce petit livre participe à la défense du patrimoine. » Eric Ollivier, Le Figaro, 12.10.1992 (50 mots clés de la culture générale classique).
« A l’évidence, Bernard Baritaud n'est pas Monsieur Tout-le-Monde. Son parcours officiel […] se double d’un itinéraire géographique compliqué : des villes d’Europe, les Antilles, l’Afrique, Ceylan. Il a bien dû aussi bourlinguer en rêve.»Guy Talon, L’Ecole des Lettres, n°3, 01.02.1994 (Pierre Mac Orlan, sa vie, son temps).
« Recommandons les articles courageux de Bernard Baritaud qui désire […] honorer des gloires véritables et cependant, oubliées.» Jean-Pierre Bayard, L’Ingénieur Constructeur, n° 437, 1996.
« Il aime -qu’on nous permette d'insister sur ce point- pratiquer les auteurs dits méconnus.» Serge Brindeau, Cahiers Henri Petit, n°15.
« Ce grand voyageur est aussi l’auteur d’une poésie aux accents fulgurants.» Marc Laudelout, Le Bulletin célinien, juillet-août 2005 (Le passager du demi-siècle).
« Etrange universitaire, d’esprit sacrément libre »…Marcel Moreau (Morale des épicentres, 2004).
« Bernard Baritaud s’interroge, non sans humour parfois, sur le sens d’une vie, la sienne en l’occurrence. » Lucien Wasselin (Rétro-viseur, octobre 2006) (Le Fabuleux).
« Une description des endroits et une peinture des caractères qui n’est pas sans rappeler d’autres plumes du polar classique comme Simenon, voire Boileau et Narcejac… » La Charente libre (23.01.2009). (La Mort en Charentaises)
« Ces rêves, ces images puissantes, cette étrangeté d’un surréalisme plein d’imagination, ce sont autant de courts chefs-d’œuvre qui empoignent le lecteur et l’emmènent dans une « forêt de symboles », comme l’écrivait un maître de genre. » Mathilde Martineau, Le Coin de table, novembre 2011.(Dans la rue des rats)
« Vous possédez un vrai style, un ton très personnel et un vrai tempérament d'écrivain. »  Philippe Lacoche "Les suites diplomatiques" (interview in Le Courrier picard 17.08.2012 (Journal d'un attaché culturel).

## Commentaires
B. Baritaud a consacré des travaux universitaires à Pierre Mac Orlan dont il est un spécialiste reconnu et à de très nombreux écrivains oubliés et méconnus du XXe siècle. Il est en effet convaincu que les écrivains dits "mineurs" constituent l'humus de la littérature, à partir duquel des œuvres plus ambitieuses peuvent éventuellement naître et se développer. Il a encore professé et écrit sur les francophonies, institutionnelle et littéraire.
Son œuvre de création personnelle comporte des poèmes, des romans, et une curieuse "suite personnelle" qui se voudrait à la fois journal, mémoires et témoignage, entreprise en 1961, mais dont la publication a commencé en 2004. Le critique Birahim Thioune y voit un "dialogue avec soi-même qui se traduit dans la manifestation d'une singularité et d'un désir de produire une identité".
Tous ses livres sont, du reste, largement autobiographiques, la Charente, sa terre d'origine, et l'Italie, qui était le pays de son épouse, où il séjourne régulièrement, étant au cœur de son inspiration. La filiation (son père, son fils), est en outre chez lui, une thème récurrent.
Sa poésie, narrative et lyrique, exprime la conviction que l'individu peut par sa volonté, forger son destin dans un monde cosmopolite et souvent hostile. Dans une veine différente, les poèmes en prose reflètent un univers déroutant dont le fantastique, l'onirisme et l'érotisme font l'étrangeté.
Quant aux romans policiers, écrits avec Daniel Laplace (qui en élabore la trame), ils sont, eux aussi, très liés à ses origines charentaises ; ils contribuent "au renouvellement du personnage du détective privé" tout en fourmillant de références littéraires, "les grands classiques mais aussi Simenon et Freeling"
Peu accordé à la sensibilité littéraire et aux valeurs de ses contemporains, Bernard Baritaud, qui se veut un "écrivain européen de langue française né en Charente", demeure marginal parmi les auteurs mineurs de notre époque, encor que tous ses livres obtiennent des critiques favorables dans des publications, il est vrai, souvent confidentielles.